# Amphibische Gruppe

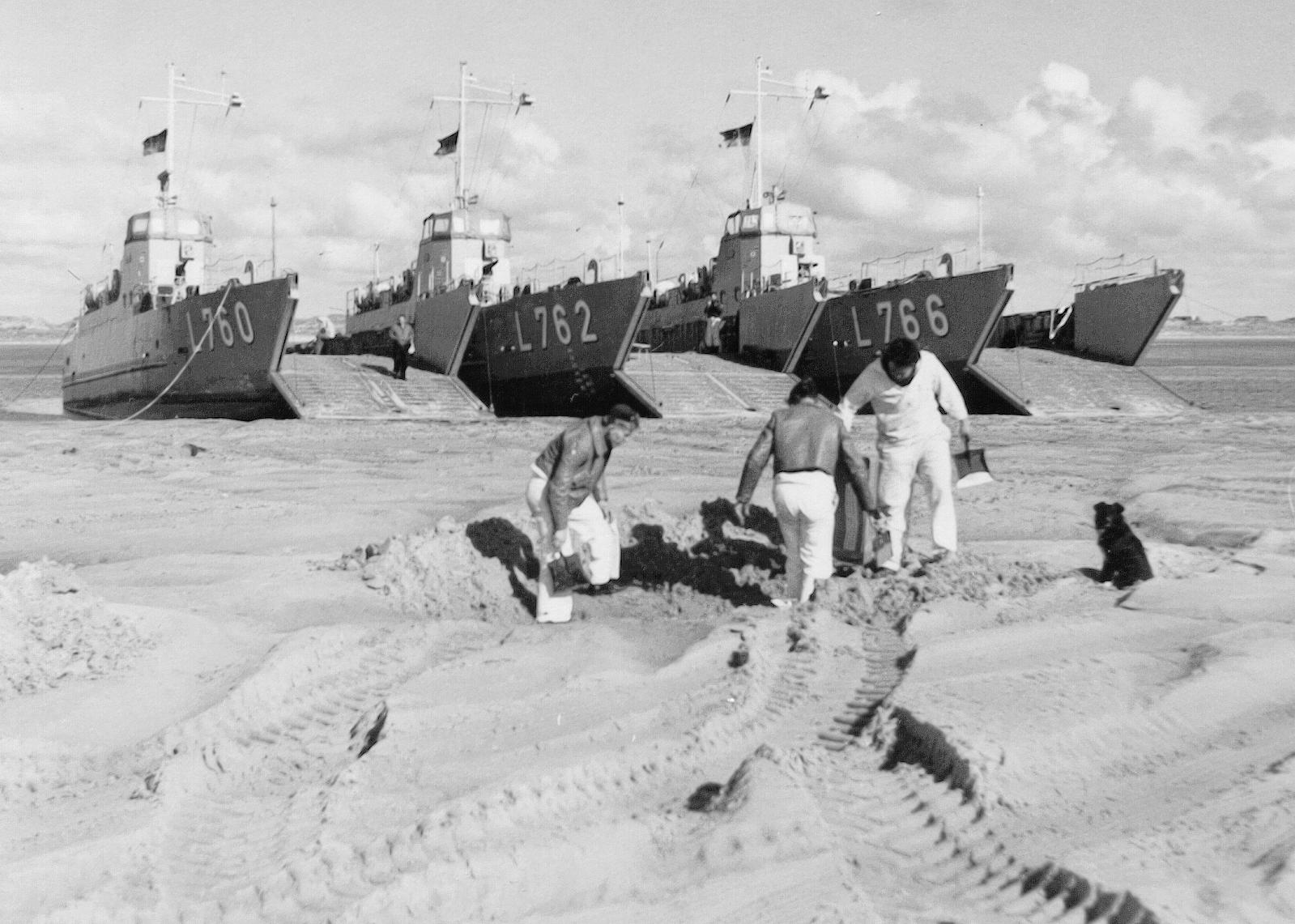
Die Mehrzwecklandungsboote Flunder, Lachs und Stör bei einer Übung 1967

Die Amphibische Gruppe (AmphGrp) war ein Verband der Bundesmarine, in dem deren amphibische Kräfte zusammengefasst waren. Die Gruppe bestand von 1958 bis 1993.

## Geschichte

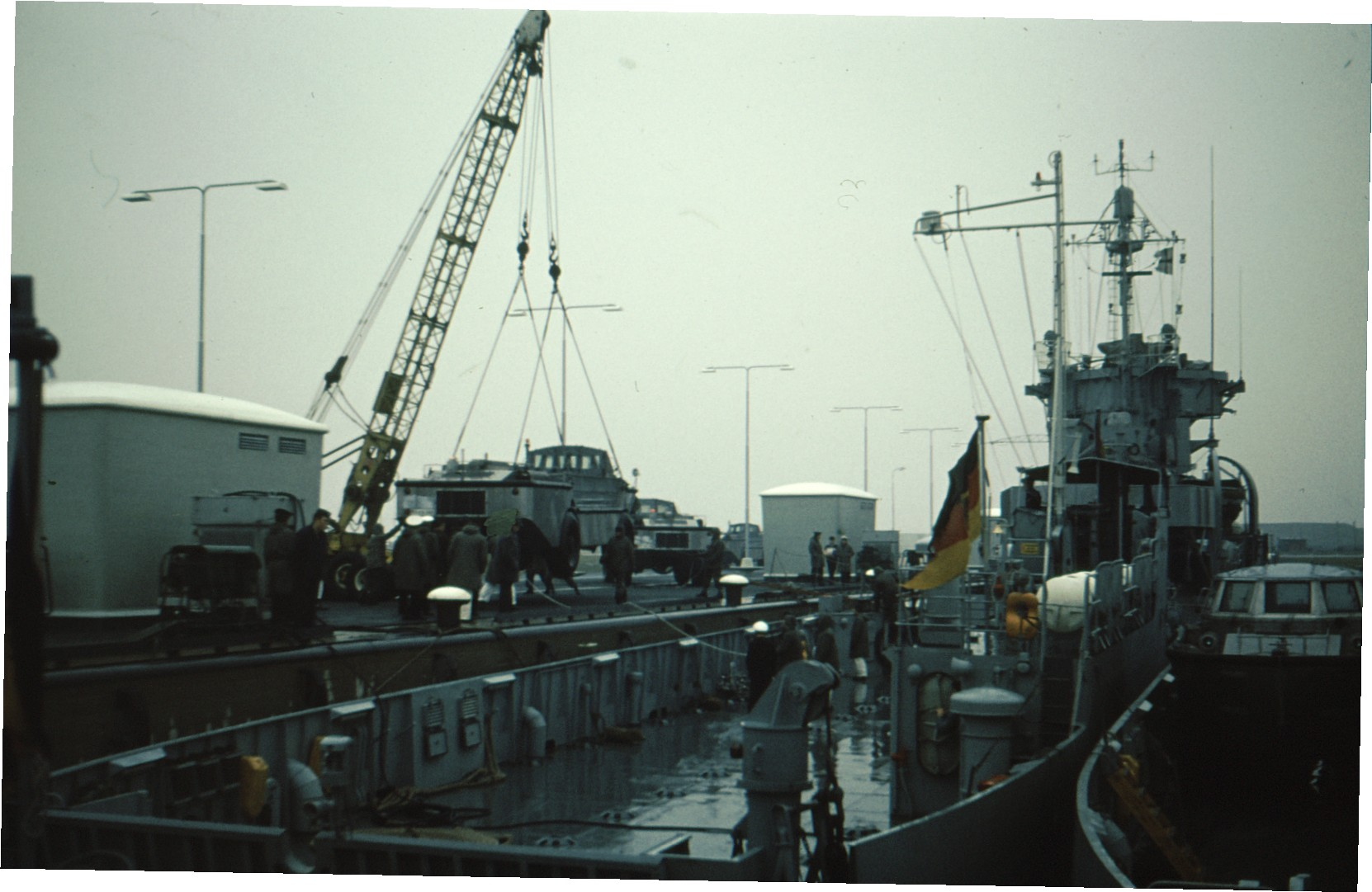
Verschiedene Fahrzeuge der Amphibischen Gruppe: Im Vordergrund zwei MZL bei der Verladung von LARC V. Dahinter die Aufbauten eines Landungsunterstützungsschiffs

Die Amphibische Gruppe wurde am 1. November 1958 in Wilhelmshaven als Kommando der Amphibischen Streitkräfte aufgestellt und dem Kommando der Flotte unterstellt. Der Kommandeur der Amphibischen Gruppe war ein Kapitän zur See. Ab 12. Februar 1963 führte der Kommandeur zusätzlich die Bezeichnung Inspizient der Amphibischen Transporttruppen, nachdem die vormaligen Küstenumschlagbataillone aus der Amphibischen Gruppe herausgelöst und dem Territorialheer unterstellt worden waren. Bei einer Restrukturierung der Flotte 1965 wurde die Amphibische Gruppe dem Marineabschnittskommando Nordsee unterstellt, das 1967 in die Marinedivision Nordsee überführt wurde. Am 30. November 1966 wurde die Bezeichnung in Amphibische Gruppe geändert, und am 1. Juli 1968 wurde der Stab der Amphibischen Gruppe nach Emden verlegt. Am 1. Oktober 1969 wurde die Amphibische Gruppe in Amphibische Transportgruppe umbenannt.
Ende 1969 gliederte sich die Amphibische Gruppe wie folgt:
- 1. Landungsgeschwader (Borkum)
- Amphibisches Transport- und Umschlagbataillon 2 (Emden)
- Amphibisches Transport- und Umschlagbataillon 4 (Großenbrode)
- Strandmeisterkompanie (Borkum)
- Kampfschwimmerkompanie (Eckernförde)
- 2. Landungsgeschwader (Geräteeinheit, im Frieden Teil der Reserveflottille in Wilhelmshaven)[1]

Im Rahmen einer weiteren Reorganisation der Marine wurde die Amphibische Gruppe 1974 als Typkommando der amphibischen Kräfte der Marine wieder direkt dem Flottenkommando unterstellt. Am 7. März 1978 wurde die Verlegung des Stabes nach Kiel abgeschlossen und am 1. April 1978 wieder die alte Bezeichnung Amphibische Gruppe übernommen. Zugleich wurde der Stab der Landungsbootgruppe in den Stab der Amphibischen Gruppe eingegliedert.
Nach dem Ende des Ost-West-Konflikts und der sich daraus ergebenen neuen militärischen Lage in Europa wurden amphibische Kräfte der Marine für entbehrlich erachtet. Am 3. September 1993 wurde die Amphibische Gruppe aufgelöst.

## Aufgaben
Zu den vorgesehenen Aufgaben der Bundesmarine gehörte es, an der alliierten Verteidigung der deutschen Ostseeküste und der dänischen Inseln teilzunehmen und dazu beizutragen, feindlichen Seestreitkräften den Durchbruch aus der Ostsee in die Nordsee zu verwehren. Die Umschlagtruppen der Amphibischen Gruppe dienten dazu, den Nachschub für die alliierten Kräfte in Deutschland und die Versorgung der deutschen Bevölkerung auch beim Ausfall der Häfen sicherzustellen. Außerdem gab es beim Aufbau der Marine ab 1956 Überlegungen, die eigene Landfront durch eine alliierte Landung im Rücken des Gegners zu entlasten. Eine solche Landung sollte durch eigene amphibische Kräfte unterstützt werden. Die Befähigung zu eigenständigen Kampflandungen war jedoch nicht vorgesehen.
In den 1960er Jahren zeigte sich, dass eine Landung gegen die starken Land- und Seestreitkräfte des Warschauer Pakts im Ostseeraum unrealistisch war. Ab Ende der 1960er Jahre lag der Aufgabenschwerpunkt bei der Versorgung und dem Güterumschlag im Küstenbereich. Dementsprechend wurde das amphibische Potential verkleinert und auf die Mobilität eigener Truppen in der Insellandschaft der Ostseezugänge ausgerichtet. Zu den Aufgaben gehörten nunmehr hauptsächlich Truppentransporte und logistische Landungen. Die Fähigkeit für die Unterstützung von Kampflandungen wurde aufgegeben. Stattdessen sollten die Landungsboote nunmehr dafür eingesetzt werden, Seeminen zu legen. Wegen ihres geringen Tiefgangs waren sie besonders für das Legen von Antiinvasions-Minenfeldern dicht vor der Küste geeignet, die dazu dienten, gegnerische amphibische Landungen abzuwehren.

## Organisation und unterstellte Verbände

Der Flottillenstander als Kommandozeichen des Kommandeurs der Amphibischen Gruppe

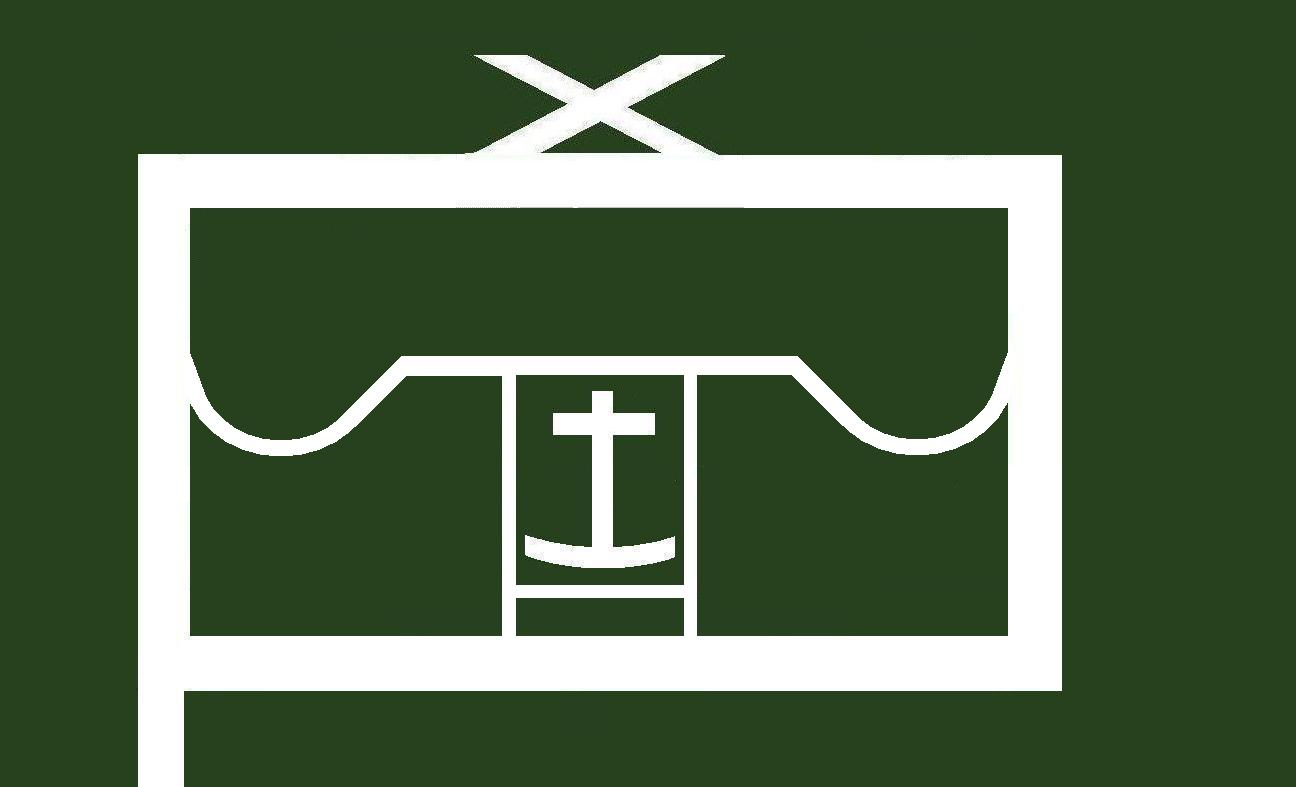
Taktisches Zeichen der Amphibischen Gruppe

Dem Kommandeur der Amphibischen Gruppe unterstanden eine wechselnde Anzahl von schwimmenden und Landverbänden der Marine. Für seine Aufgabe stand ihm der Stab der AmphGrp zur Verfügung. Die Amphibische Gruppe war zeitweilig ein Großverband auf der Ebene einer Brigade, sonst ein Verband auf der Regimentsebene.

### Kommandeure
| Nr. | Dienstgrad                       | Name               | Berufung | Abberufung | Bemerkungen                                      |
| --- | -------------------------------- | ------------------ | -------- | ---------- | ------------------------------------------------ |
| 10  | Fregattenkapitän                 | M. H. Klein        | 1992     | 1993       |                                                  |
| 9   | Kapitän zur See                  | Kurt Harald Jacobi | 1986     | 1992       |                                                  |
| 8   | Kapitän zur See                  | Uwe Büttner        | 1982     | 1986       |                                                  |
| 7   | Fregattenkapitän/Kapitän zur See | Werner Gies        | 1976     | 1982       |                                                  |
| 6   | Kapitän zur See                  | Adolf Elf          | 1974     | 1976       |                                                  |
| 5   | Fregattenkapitän/Kapitän zur See | Adolf Graef        | 1970     | 1974       |                                                  |
| 4   | Fregattenkapitän/Kapitän zur See | Johann Janssen     | 1965     | 1970       | 1. Januar 1967 Umbenennung in Amphibische Gruppe |
| 3   | Kapitän zur See                  | Adolf Piening      | 1963     | 1965       |                                                  |
| 2   | Kapitän zur See                  | Erich Topp         | 1962     | 1963       | später Stellvertreter des Inspekteurs der Marine |
| 1   | Fregattenkapitän/Kapitän zur See | Otto Kretschmer    | 1958     | 1962       |                                                  |

### Landungsbootgruppe
Die Landungsbootgruppe wurde am 1. Oktober 1965 als 1. Landungsgeschwader (1. LG) in Wilhelmshaven aufgestellt. Dem 1. Landungsgeschwader liefen 1966 zunächst zehn Mehrzwecklandungsboote der Barbe-Klasse zu. Nach Aufnahme der sechs Einheiten der Eidechse- und der Natter-Klasse des 2. Landungsgeschwaders verlegte das Geschwader am 1. Juli 1968 nach Borkum. Dort wurden diese größeren Einheiten zwischen 1969 und 1973 außer Dienst gestellt und wieder abgegeben. Dafür erhielt das Geschwader 1973 sieben weitere Boote der Barbe-Klasse aus der Reserveflottille.
Diese 17 Boote bildeten den Bestand des 1. Landungsgeschwaders bis zu dessen Außerdienststellung. Das Geschwader gliederte sich zunächst in drei (zu zweimal 6 und einmal 5 Booten), später in vier Divisionen (zu einmal 5 und dreimal 4 Booten). Der Divisionschef und Kommandant des jeweiligen Führerboots war ein Kapitänleutnant, die übrigen Boote wurden i. d. R. von Portepeeunteroffizieren geführt.
Im März 1977 wurde das 1. Landungsgeschwader in den Stützpunkt Kiel-Stickenhörn verlegt und am 8. März 1978 in Landungsbootgruppe umbenannt, deren Stab in den der AmphGrp integriert wurde.

### 2. Landungsgeschwader

#### Geschwadergeschichte

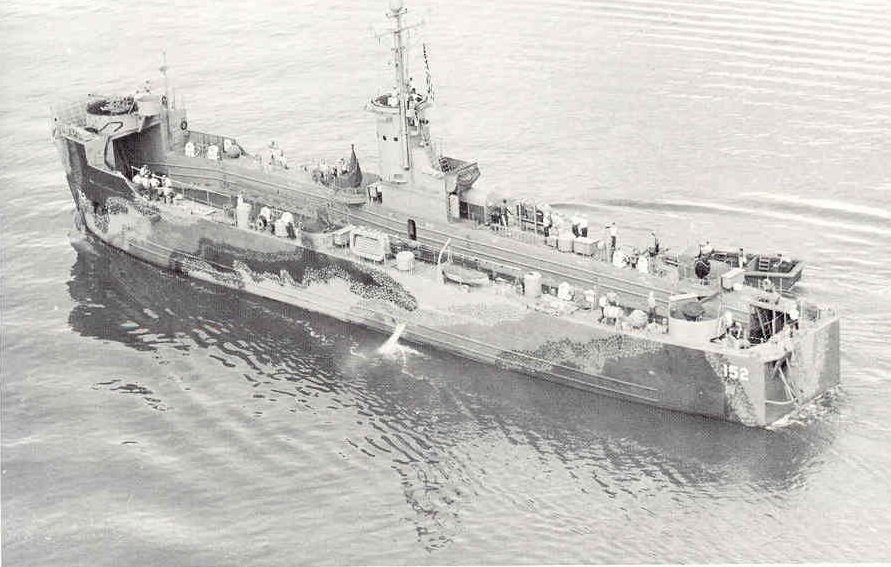
LSM-152 der U.S. Navy, ein Schwesterschiff der LSM des 2. LG

Das 2. Landungsgeschwader (2. LG) wurde am 1. April 1958 in Borkum aufgestellt. Es unterstand zunächst bis zur Aufstellung des Kommandos der Amphibischen Streitkräfte dem Kommando der Zerstörer. Das 2. Landungsgeschwader erhielt 1958 aus Beständen der U.S. Navy vier Landungsboote und zwei Landungsunterstützungsschiffe der LSM-1/LSM(R)-Klasse. 1966 liefen dem 2. Landungsgeschwader zusätzlich fünf Mehrzwecklandungsboote der Barbe-Klasse zu. Am 31. März 1968 wurde das 2. Landungsgeschwader in den Reservestatus versetzt und gab seine größeren Einheiten an das 1. Landungsgeschwader ab.

#### Kommandeure
- Korvettenkapitän Hartwig Looks: von April 1958 bis September 1958 mit der Aufstellung beauftragt
- Korvettenkapitän/Fregattenkapitän Hartwig Looks: von September 1958 bis Januar 1961
- Fregattenkapitän Johann Janssen: von Januar 1961 bis November 1961, anschließend Kommandeur des Seebataillons und später Kommandeur der Amphibischen Gruppe
- Fregattenkapitän Adolf Graef: von November 1961 bis März 1963, später Kommandeur der Amphibischen Gruppe
- Fregattenkapitän Adolf Elf: von April 1963 bis März 1965, später Kommandeur des Amphibisches Transport- und Umschlagbataillon 2 und
- Korvettenkapitän/Fregattenkapitän Curt Jobst: von April 1965 bis März 1968

### Amphibisches Transport- und Umschlagbataillon 2

#### Bataillonsgeschichte
Das Amphibische Transport- und Umschlagbataillon 2 (AmphTrsp/UBtl 2) wurde am 1. April 1960 unter dem Namen Küstenumschlagbataillon 2 in Borkum aufgestellt und am 1. Oktober 1960 nach Emden verlegt.
Am 1. August 1961 wurde das Küstenumschlagbataillon 2 dem Befehlshaber Territorialkommando Nord und Deutschen Bevollmächtigten im Bereich NORTHAG (Northern Army Group Central Europe) im Territorialheer unterstellt, bestand aber fast ausschließlich aus Marinepersonal. Das Inspektionsrecht verblieb beim Kommandeur der Amphibischen Streitkräfte. Am 15. Januar 1963 wurde das Bataillon in Amphibisches Transportbataillon 2 umbenannt. Zu den Aufgaben des Bataillons gehörte unter anderem der Umschlag von Kraftstoffen aus Tankschiffen vor der offenen Küste und deren Abgabe an Feldpipelines oder andere Transportmittel. Dafür standen Schlauch- oder Rohrleitungen bis zu 6.500 Meter Länge zur Verfügung. Des Weiteren hatte das Bataillon die Aufgabe, einen Nothafen zu betreiben.
Am 1. Juli 1968 wurde das Bataillon der Amphibischen Gruppe wieder in jeglicher Hinsicht unterstellt. Am 1. Oktober 1969 erhielt es die Bezeichnung Amphibisches Transport- und Umschlagbataillon 2. Ende 1975 wurde das Bataillon aufgelöst.

#### Kommandeure
- Fregattenkapitän Georg Pinkepank: von April 1960 bis September 1964
- Fregattenkapitän Hubertus Purkhold: von Oktober 1964 bis Januar 1966, ehemaliger Kommandeur des Seebataillons
- Korvettenkapitän Fritz Löhrl: von Februar 1966 bis Dezember 1969
- Fregattenkapitän Kurt Lorenz: von Januar 1970 bis Mai 1970, ehemaliger Kommandeur des Amphibisches Transport- und Umschlagbataillon 4 und später Kommandeur der Marineküstendienstschule
- Fregattenkapitän Klaus Pfannmöller: von Mai 1970 bis Februar 1972
- Fregattenkapitän Adolf Elf: von März 1972 bis September 1974, ehemaliger Kommandeur des 2. Landungsgeschwaders, anschließend Kommandeur der Amphibischen Gruppe und später Kommandeur der Marineküstendienstschule
- Fregattenkapitän Werner Sauer: von Oktober 1974 bis Dezember 1975, ehemaliger Kommandeur der Marineküstendienstschule

### Amphibisches Transport- und Umschlagbataillon 4

#### Bataillonsgeschichte
Das Amphibische Transport- und Umschlagbataillon 4 (AmphTrsp/UBtl 4) wurde am 1. Oktober 1962 als Küstenumschlag-Bataillon 4 in Emden aufgestellt und das Bataillon wurde am 15. Januar 1963 in Amphibisches Transportbataillon 4 umbenannt. Am 1. Oktober 1963 erfolgte die Verlegung des Bataillons nach Großenbrode. Am 30. September 1969 wurde das Bataillon außer Dienst gestellt und als Geräteeinheit mit dem Namen Amphibisches Transport- und Umschlagbataillon 4 bis zu seiner Auflösung am 30. September 1974 fortgeführt. Das Bataillon verfügte über Landungsboote der Klasse 521 und verschiedene Amphibienfahrzeuge.

#### Kommandeure
- unbesetzt: von Oktober 1962 bis Mai 1963
- Korvettenkapitän Herbert Semler: von Mai 1963 bis März 1964 mit der Wahrnehmung der Geschäfte beauftragt, ehemaliger Kommandeur des Seebataillons
- Korvettenkapitän Herbert Semler: von April 1964 bis September 1965
- Korvettenkapitän Günther Heinrich: von Oktober 1965 bis Juli 1967
- Fregattenkapitän Kurt Lorenz: von Juli 1967 bis September 1969, später Kommandeur des Amphibisches Transport- und Umschlagbataillon 2 und Kommandeur der Marineküstendienstschule

### Seebataillon

#### 1958–1964
Das Seebataillon (SeeBtl) wurde am 1. April 1958 als Marinepionierbataillon in Sengwarden aufgestellt und unterstand zunächst dem Kommando der Zerstörer. Am 1. Oktober 1958 wurde es dem Kommando der Amphibischen Streitkräfte unterstellt und 1959 in Seebataillon umbenannt. Am 1. Juli 1961 wurde es nach Wilhelmshaven verlegt. Am 31. Dezember 1964 wurde es wieder aufgelöst und zum Teil in die Strandmeisterkompanie überführt.

#### 1988–1990
Am 16. Dezember 1988 wurde das Seebataillon als Truppenversuch befristet bis zum 30. September 1990 neu aufgestellt. Es bestand in dieser Zeit aus der Strandmeisterkompanie und der Kampfschwimmerkompanie. Nach Ende des Truppenversuchs wurden beide Einheiten wieder zu selbstständigen Kompanien, die der Amphibische Gruppe direkt unterstellt waren.

#### Strandmeisterkompanie

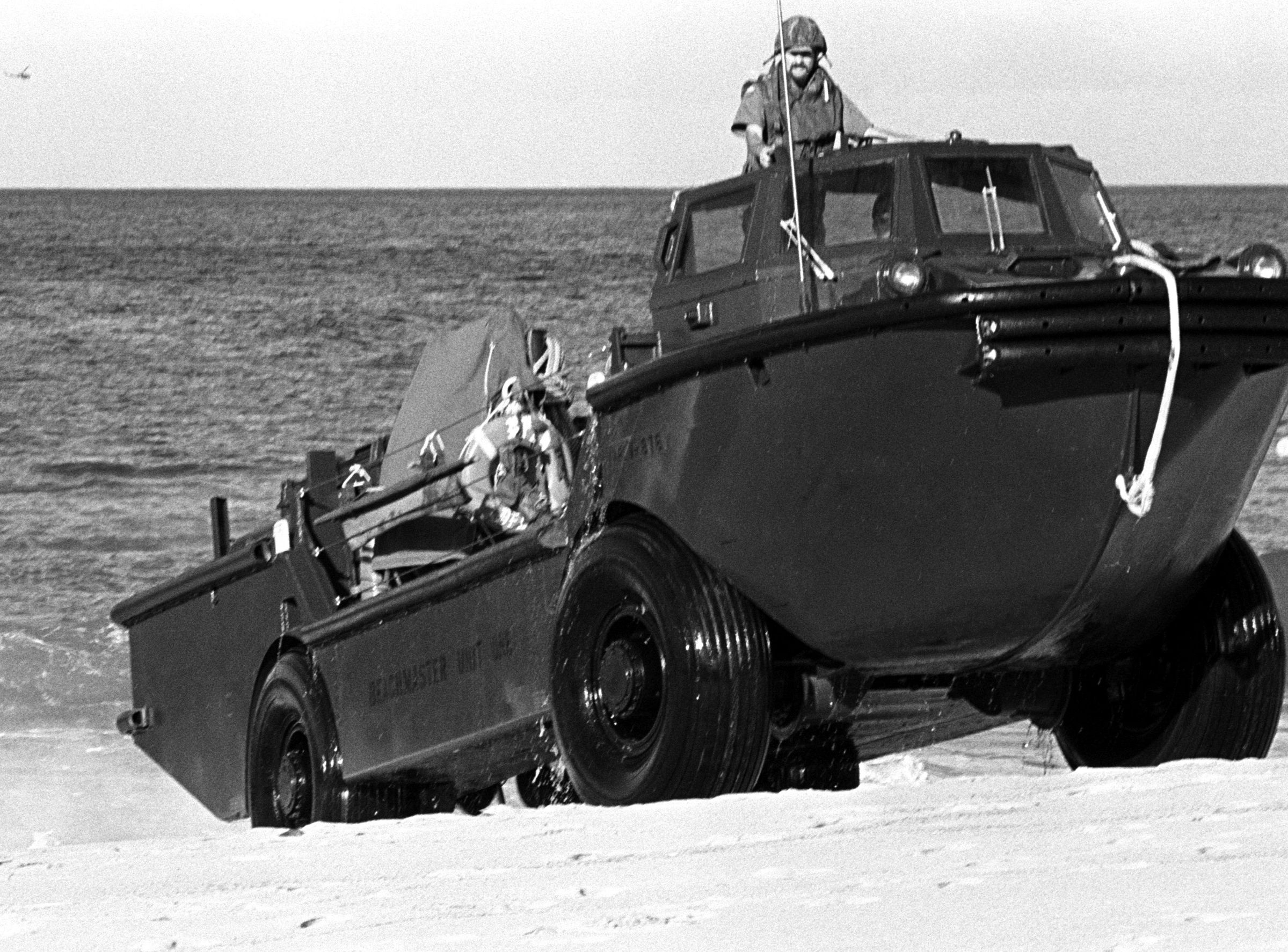
Ein Amphibienfahrzeug des US-Typs LARC-V, der auch in der Strandmeisterkompanie eingesetzt wurde

Am 1. Januar 1965 wurde in Borkum die Strandmeisterkompanie (SMKp) aufgestellt und zunächst dem Marinepionierbataillon, später Seebataillon unterstellt. Sie hatte den Auftrag, Landungstruppen bei der Überwindung der Strandzone zu unterstützen. Im Einzelnen gehörte dazu:
- Erkundung, Bezeichnung und Errichtung der Landungsstrände, der Be- und Entladestellen
- Verkehrsregelung innerhalb der Strandzone
- Durchführung des Rettungsdienstes

Die Strandmeisterkompanie war ausgestattet mit verschiedenen Amphibien- und Landungsfahrzeugen zum Transport von Personal, Material, Gerät und Waffen. Sie verfügte unter anderem über zwei Mehrzwecklandungsboote und sechs LCM.
Nach der Auflösung des Seebataillons erfolgte 1964 die direkte Unterstellung unter das Kommando der Amphibischen Streitkräfte. Am 1. Oktober 1972 verlegte die Strandmeisterkompanie nach Emden, ehe sie am 1. Juli 1978 an ihren letzten Standort Eckernförde verlegte Dort wurde sie im Rahmen des Abbaus der amphibischen Kräfte am 31. März 1993 aufgelöst.

#### Kampfschwimmerkompanie
Die Kampfschwimmerkompanie wurde am 1. April 1964 in Eckernförde aufgestellt. Sie unterstand, außer während der kurzzeitigen Unterstellung unter das Seebataillon 1988–1990, direkt der Amphibischen Gruppe. Nach deren Auflösung wurde sie der Waffentauchergruppe, später den Spezialisierten Einsatzkräften Marine unterstellt.

### 1. Ubootgeschwader
Von seiner Aufstellung am 1. Oktober 1961 bis zum Unterstellungswechsel unter die neu aufgestellte Ubootflottille am 1. November 1962 unterstand das 1. Ubootgeschwader der Amphibischen Gruppe truppendienstlich. Von Oktober 1961 bis März 1962 war der S 3 des Geschwaders, Korvettenkapitän Hans-Günther Lange, mit der Wahrnehmung der Geschäfte beauftragt. Anschließend wurde er dann Geschwaderkommandeur.

## Andere amphibische Verbände und Einrichtungen der Bundeswehr
Nicht alle amphibischen Kräfte der Bundeswehr gehörten zur Amphibischen Gruppe. Es gab im Heer und in der Marine weitere Kräfte, die verschiedene amphibische Aufgaben hatten. Dazu gehörten vor allem Ausbildungseinrichtungen, Sicherungstruppen und Flusspioniere.

### Marineküstendienstschule

#### Geschichte der Schule
In den Anfangsjahren der Bundesmarine fand eine einheitliche militärische Grundausbildung in mehreren Marineausbildungsbataillonen statt. Anschließend erhielten die Soldaten eine fachliche Ausbildung an verschiedenen Schulen oder anderen Einrichtungen der Marine. Die über die allgemeine Grundausbildung hinausgehende Landkampfausbildung der Küstensicherungstruppen fand in den Amphibischen Transport- und Umschlagbataillonen statt. 1968 wurde in Neustadt in Holstein die Marineausbildungsinspektion Küstensicherung aufgestellt und der Marineunteroffizierschule in Plön unterstellt, um die Soldaten der Verwendungsreihe Küstensicherungsdienst (VR 76) auszubilden. Die Ausbildung der Soldaten des Amphibischen Dienstes (VR 71) und des Küstenumschlagdienstes (VR 72) oblag weiterhin den Bataillonen. Mit der praktischen Bordausbildung wurde das Flottendienstgeschwader beauftragt.
1969 wurde ebenfalls in Neustadt eine 2. Marineausbildungsinspektion Küstensicherung für die Fachausbildung der Mannschaften des Küstensicherungsdienstes aufgestellt. Außerdem wurde die Aufstellung einer eigenen Schule für die amphibische Fachausbildung beschlossen. Die Marineküstendienstschule (MKüDstS) wurde 1970 in Großenbrode aus den beiden Ausbildungsinspektionen Küstensicherung und aus dem Personal und mit Material des in Reservestatus versetzten AmphTrsp/UBtl 4 gebildet. Die zur MKüDstS gehörende Lehrgruppe Grundausbildung wurde in Glückstadt aus Teilen eines vormals dort stationierten Marineausbildungsbataillons aufgestellt.
An der MKüDstS fand die Fachausbildung für alle amphibischen und Sicherungsfachrichtungen, für den Kraftfahrdienst und die Kfz-Instandsetzung der Marine statt. Diese Aufgaben blieben bis zur Auflösung der Schule 1995 bestehen. Die Ausbildung der Küstendienstsoldaten ging auf die Marineunteroffizierschule in Plön über.

#### Kommandeure
- Fregattenkapitän Werner Sauer: von Oktober 1969 bis 17. Januar 1971 mit der Wahrnehmung der Geschäfte beauftragt
- Fregattenkapitän Werner Sauer: vom 17. Januar 1971 bis Juni 1971
- Fregattenkapitän/Kapitän zur See Kurt Lorenz: von Juli 1971 bis März 1976
- Kapitän zur See Adolf Elf: von Mai 1976 bis März 1979
- Kapitän zur See Dieter Henke: von April 1979 bis März 1984
- Kapitän zur See Bruno Adams: von April 1984 bis März 1995

### Marinesicherungstruppen
Die Marinesicherungstruppen hatten die Aufgabe, Stützpunkte und -anlagen gegen Angriffe von Land her zu sichern. Die Soldaten wurden an der Marineküstendienstschule ausgebildet, solange diese bestand. Die Sicherungstruppen unterstanden teilweise den Marinestützpunkten und zeitweise einem dem Marineamt unterstehenden Marinesicherungsregiment. Sie waren nicht Bestandteil der Amphibischen Gruppe.

### Aus der Volksmarine übernommene Kräfte

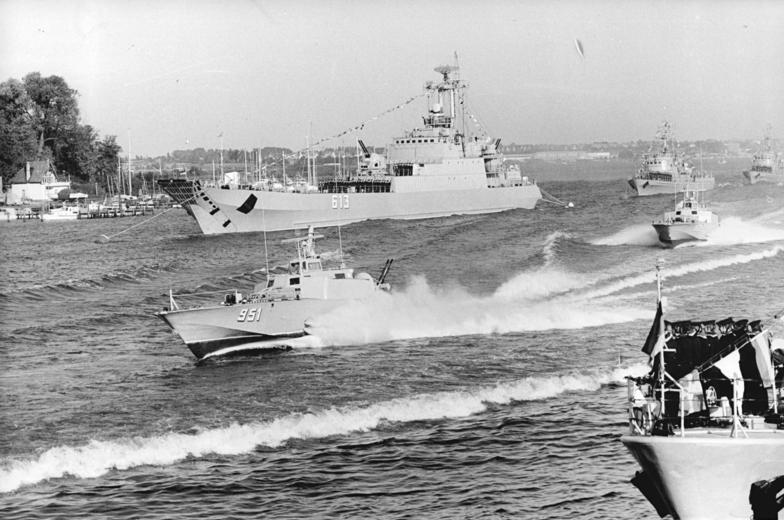
Landungsschiff Frankfurt (Oder) (613) der Volksmarine bei einer Flottenparade 1979

Zum Zeitpunkt der Wiedervereinigung 1990 verfügte die Volksmarine der DDR über 12 Landungsschiffe des Typs Frosch-I (Projekt 108). Diese Schiffe waren größer als die LSM der Bundesmarine und konnten eine Kampfkompanie mit bis zu 280 Soldaten und bis zu zwölf Schützenpanzern mitführen. Ihre Bewaffnung bestand aus 57-mm- und 30-mm-Flak und teilweise aus 122-mm-Mehrfachraketenwerfern. Sie wurden am 1. Oktober 1990 außer Dienst gestellt und ab 1993 an die Marine Indonesiens abgegeben, nachdem kein weiterer Bedarf an derartigen Schiffen in der Deutschen Marine festgestellt wurde.
Außerdem besaß die Volksmarine verschiedene amphibische Landeinheiten, darunter
- das Marine-Pionierbataillon (MPiB-18), Sassnitz
- das Kampfschwimmerkommando 18 (KSK-18), Kühlungsborn
- das Küstenverteidigungsregiment (KVR-18), Rostock (ab 1988)

Diese Kräfte wurden in geringem Umfang übernommen, und aus Teilen des KVR-18 wurde das Marinesicherungsbataillon 3 zunächst in Rostock, später in Seeth gebildet, das inzwischen in den Marineschutzkräften aufgegangen ist.

### Kräfte des Heeres
Das Heer besaß für die Kriegsführung auf Binnengewässern seine Flusspionierkompanien als amphibische Kräfte, die vor allem die Aufgabe hatten, Fluss- und Kanalübergänge sicherzustellen. Diese Kräfte unterstanden dem Territorialheer und übten regelmäßig auch im Küstenraum.

## Ausrüstung

### Landungsschiffe und -boote
Bei der Ausrüstung mit Landungsfahrzeugen hat sich die Bundesmarine in starkem Maße an der U.S. Navy orientiert, von der sie ihre Erstausstattung erhielt. Auch die selbstgebauten Landungsboote entsprachen US-Typen.

#### Eidechse-Klasse (Landungsschiff Klasse 550)

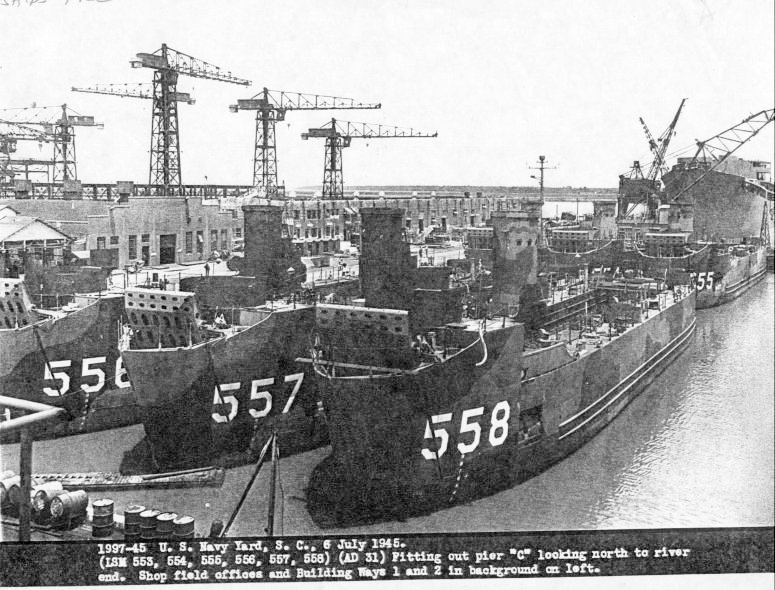
In der Endausstattung befindliche LSM, darunter die späteren deutschen Boote der Eidechse-Klasse LSM-558, später Viper, und LSM-553, später Salamander

Die vier Landungsschiffe der Eidechse-Klasse waren aus Beständen der US Navy übernommene Fahrzeuge des Typs LSM (Landing Ship Medium), die in Deutschland leicht modifiziert wurden. Krokodil erfuhr als einziges Schiff einen etwas umfangreicheren Umbau, um als Führungs- und Arztschiff des Geschwaders zu dienen. Außer einem Sanitätsbereich wurde ein Hubschrauberlandedeck eingebaut. Die Schiffe wurden 1943–1944 gebaut und haben am Zweiten Weltkrieg und dem Koreakrieg teilgenommen. Später wurden sie als Reserveeinheiten eingemottet. Sie wurden am 15. August 1958 in Charleston, S.C. übernommen, am 5. September in Dienst gestellt und vom 6. November bis 6. Dezember desselben Jahres gemeinsam nach Deutschland überführt.
Anfang 1959 wurden sie auf deutschen Werften umgebaut und den technischen Standards der Bundesmarine angepasst. Als Beladung konnten sie 350 t aufnehmen, was sechs mittleren Kampfpanzern oder zehn LKW und 100 Soldaten entsprach. Ihre Eigenschutzbewaffnung bestand aus einer 40-mm-Zwillingsflak.
Gemeinsam mit den Landungsunterstützungsschiffen der Natter-Klasse bildeten sie das 2. Landungsgeschwader, bis sie 1968 dem 1. Landungsgeschwader unterstellt wurden. 1969 wurden zunächst Salamander und Viper außer Dienst gestellt und später verkauft. Krokodil und Eidechse folgten 1972 bzw. 1973.

#### Natter-Klasse (Landungsunterstützungsschiff Klasse 551)

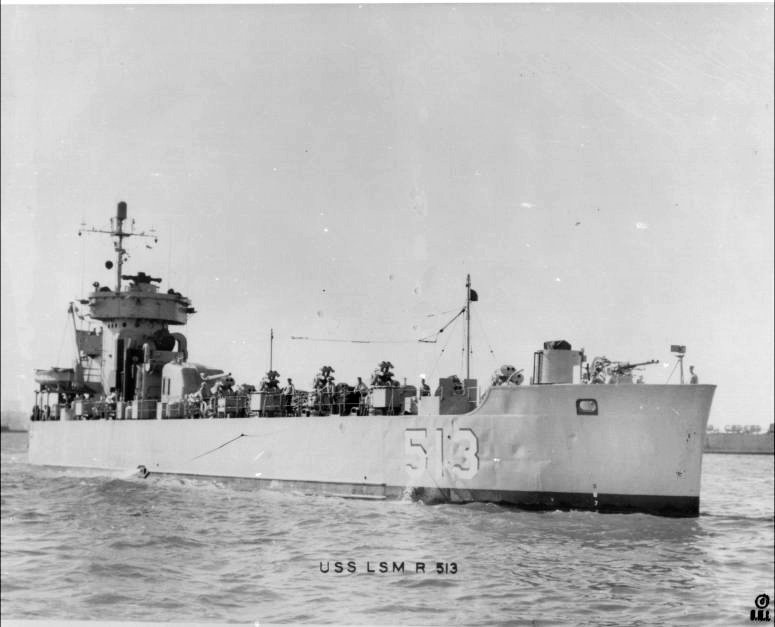
Landungsunterstützungsschiff der US Navy vom Typ LSMR, Schwesterschiff von Natter und Otter

Die beiden Landungsunterstützungsschiffe der Natter-Klasse dienten der Feuerunterstützung bei Kampflandungen. Der Schiffstyp basierte auf demselben Rumpf wie die Eidechse-Klasse und hatte weitgehend gleiche schiffstechnische Anlagen. Die Schiffe verfügten für die Feuerunterstützung über ein 127-mm-Geschütz und acht Doppel-Raketenwerfer 127 mm. Für den Eigenschutz verfügten sie über zwei 40-mm-Zwillingsflak. Beide Schiffe wurden 1967 außer Dienst gestellt.

#### Barbe-Klasse (Landungsboot Klasse 520)

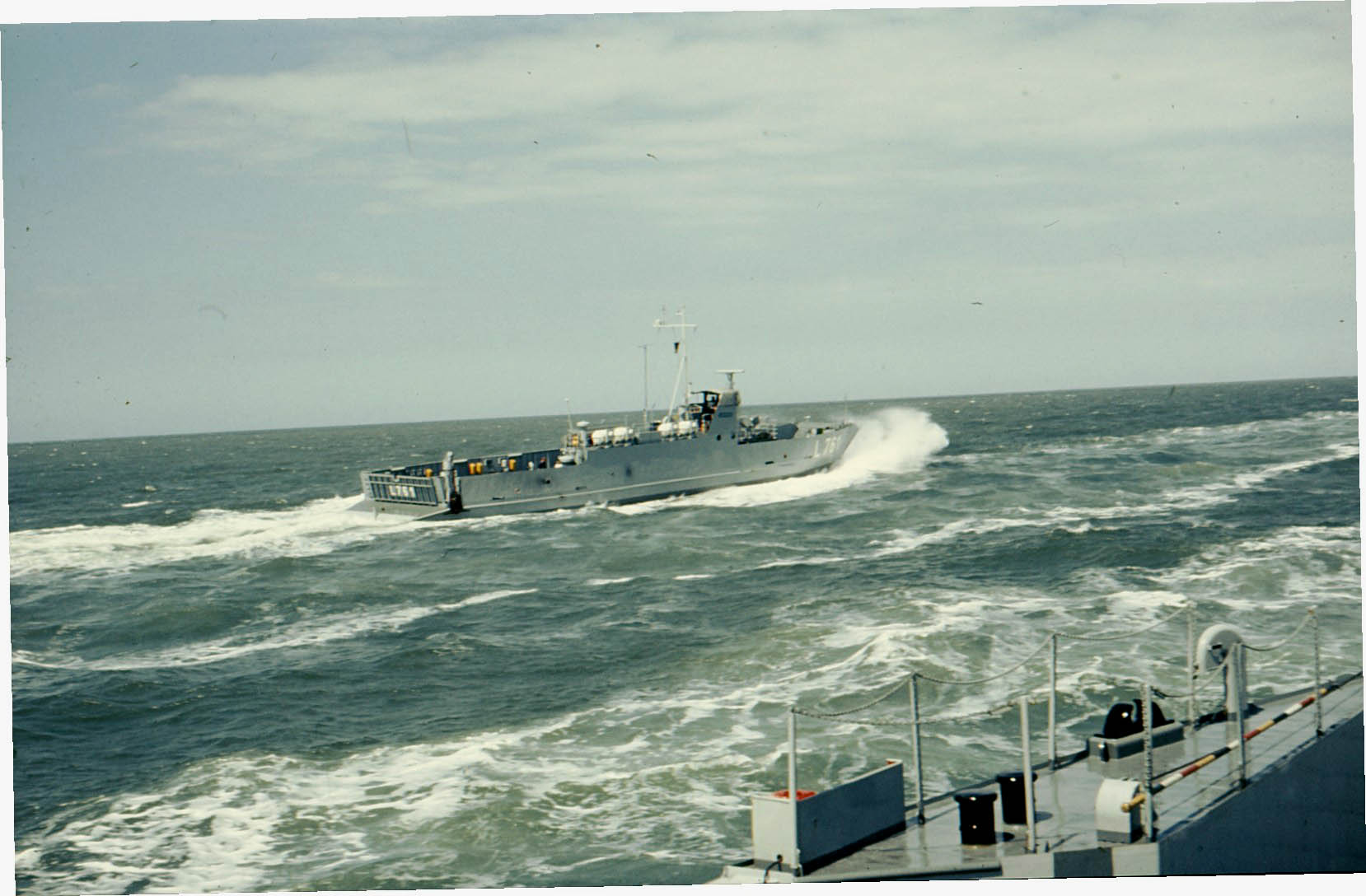
MZL Karpfen

Die 1965–1966 bei den Howaldtswerken in Hamburg gebauten 22 Mehrzwecklandungsboote der Barbe-Klasse (MZL Klasse 520, ursprünglich MZL 63) entsprachen dem US-Typ Landing Craft, Utility (LCU). Sie erhielten Namen von Fischen (Ausnahme: Delphin und Tümmler). Zehn von ihnen bildeten zunächst den Kern des 1. Landungsgeschwaders, andere wurden dem 2. Landungsgeschwader und der Strandmeisterkompanie zugeteilt. Zehn Boote waren zeitweilig als Teil der Reserveflottille in Wilhelmshaven eingemottet, innerhalb derer sie als Transportgeschwader geführt wurden.
1972–1973 wurden alle Boote bis auf Renke und Salm reaktiviert. Letztere verblieben im Marinearsenal Wilhelmshaven. Von den übrigen Booten gehörten 17 zum 1. Landungsgeschwader, zwei Boote zur Strandmeisterkompanie (offizielle Bezeichnung: Strandmeisterlandungsboote) und Inger diente als Schulboot der Seemannschaftslehrgruppe in Borkum.
Die Boote hatten eine Zuladung von etwa 140 t und konnten drei bis vier größere Fahrzeuge oder Panzer transportieren. Als Bewaffnung trugen sie eine, später zwei 20-mm-Flak. Sie waren außerdem in der Lage, eine große Zahl von Antiinvasionsminen mitzuführen und zu legen.

#### LCA (Landungsboot Klasse 552)

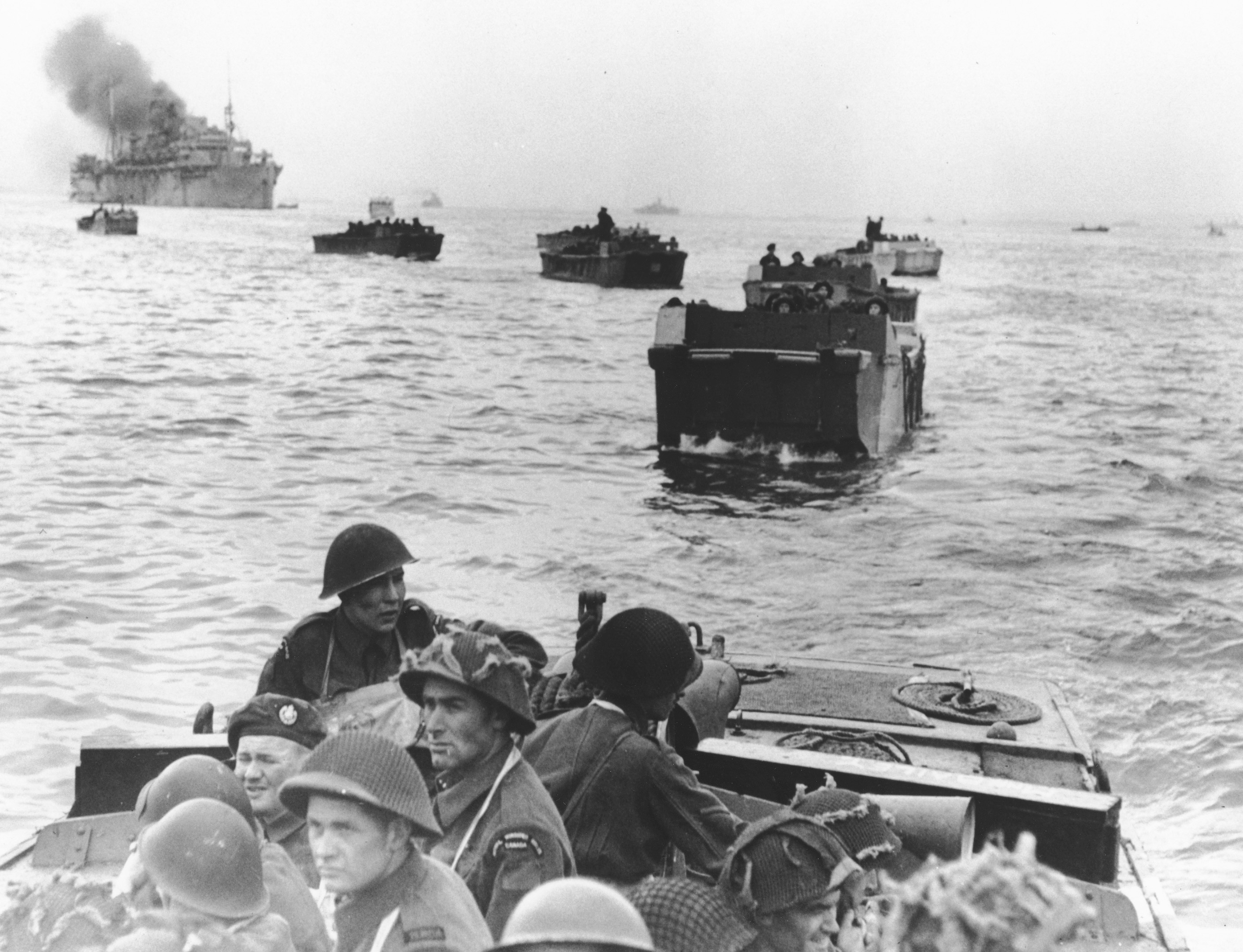
Mehrere LCA mit kanadischen Soldaten während der Landung in der Normandie

Als Teil der Erstausstattung für die amphibischen Kräfte erhielt die Bundesmarine im Oktober 1958 zehn kleine Landungsboote des Typs LCA (Landing Craft Assault) aus Großbritannien, die als LCA 30 – 40 bezeichnet wurden. Die Nummer LCA 32 war nicht vergeben. Diese zum Teil aus Holz gebauten Boote konnten mit einem Maschinengewehr bewaffnet werden und 25 Soldaten transportieren. Für die Mitnahme von Fahrzeugen waren sie zu klein. Die Boote wurden dem Seebataillon zugewiesen und etwa 1967 ausgemustert.

#### LCM (Landungsboot Klasse 521)
Zwischen 1964 und 1967 ließ die Marine 28 als Versorgungs- und Transportboot bezeichnete kleine Landungsfahrzeuge des NATO-Typs LCM (Landing Craft Mechanized) bauen, die aus dem britischen Typ LCM (8) weiterentwickelt worden waren. Die Boote hatten einen offenen Laderaum für bis zu 50 Mann oder 60 t, der über eine Bugklappe zugänglich war. Sie wurden nicht als Kriegsschiffe in Dienst gestellt, sondern als schwimmendes Gerät verschiedenen Truppenteilen der Amphibischen Gruppe zugewiesen und hatten keine feste Besatzung.
Die meisten Boote wurden zunächst im Marinearsenal in Reserve gehalten und teilweise ab 1969 an die AmphTrsp/UBtl ausgeliefert. Weitere Boote wurden auf die Marinestützpunkte als Versorgungs- und Transportboote verteilt, andere verblieben im Arsenal. LCM 1 – 8 und LCM 21 – 28 bildeten zeitweise die LCM-Kompanie der Reserveflottille. Die Fahrzeuge erhielten als Namen die Bezeichnung LCM 1 bis LCM 28, die sie auch als Rumpfnummer führten. In den 1990er Jahren erhielten die noch vorhandenen Boote zusätzlich Namen von Seetieren wie Seetaucher (LSM 1), Sprotte (LCM 12), Sardelle (LCM 14), Hering (LCM 15), Orfe (LCM 16), Maräne (LCM 17), Krabbe (LCM 23), Muschel (LCM 25), Koralle (LCM 26).

#### Sonstige Landungsboote

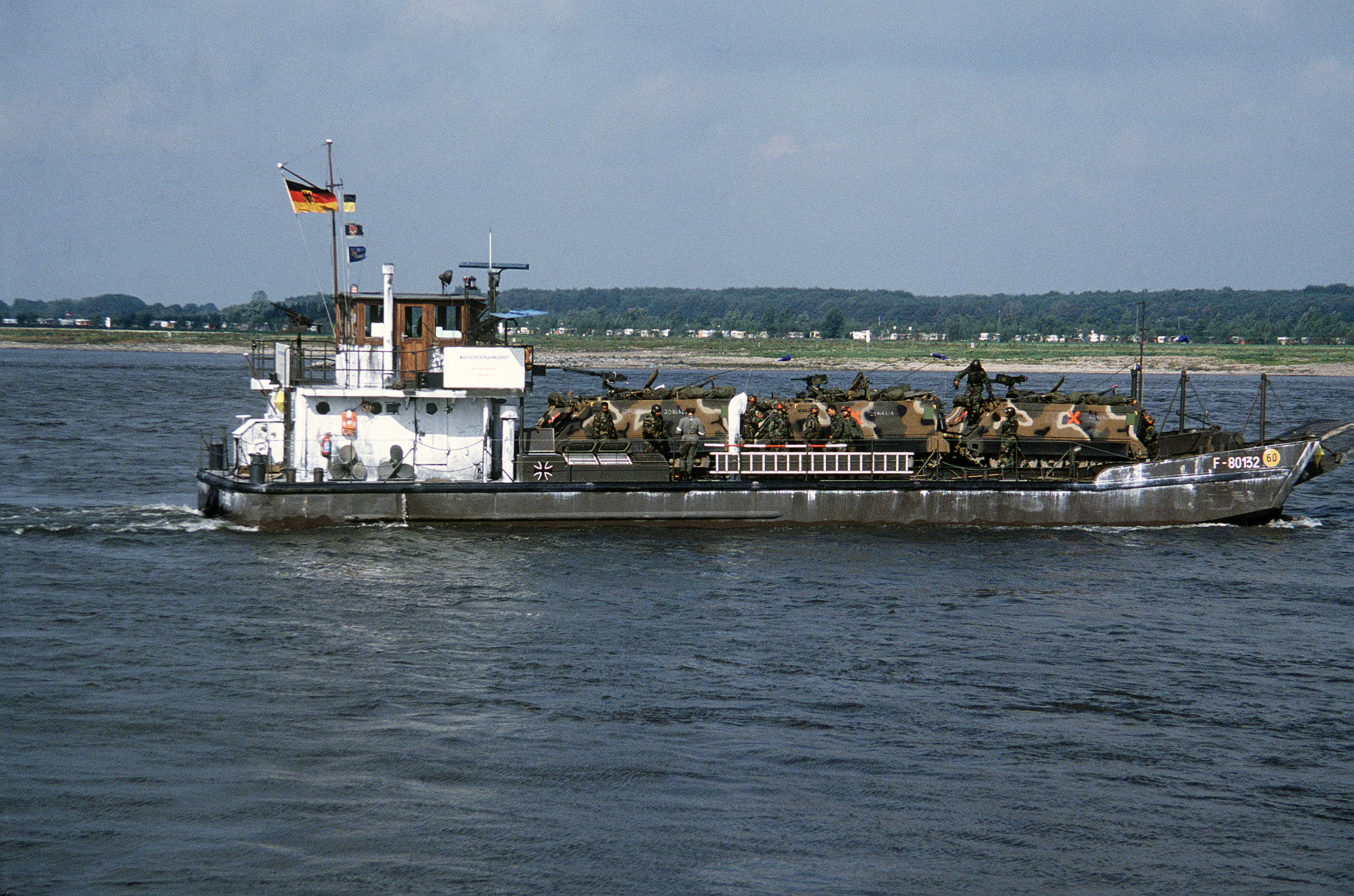
Ein LCM Typ Mannheim des Heeres, wie es zeitweise auch in der Marine eingesetzt wurde

Für das MPiBtl und das Küstenumschlagbataillon 1 übernahm die Marine 1961 für Erprobungen leihweise fünf Flussfähren des Typs Mannheim 59 vom Heer. Diese nicht seefähigen Boote trugen in der Marine die Bezeichnungen LCM 231, LCM 233, LCM 235, LCM 236 und LCM 237. Sie wurden Mitte der 1960er Jahre zurückgegeben und dienten anschließend in den Flusspioniereinheiten des Heeres.
Aus britischen Beständen erhielt die Bundeswehr sechs Landungsboote des Typs LCM (6), die zunächst 1958 dem Heer, 1960 der Marine übergeben wurden. Sie führten in der Marine als Landungsboote Klasse 523 die Bezeichnungen LCM 10 und LCM 602 – 606 und wurden an verschiedenen Stellen der Amphibischen Gruppe eingesetzt. Sie dienten als Vorbilder für die LCM Klasse 521 und wurden nach Zulauf dieser Boote ab 1964 zügig ausgesondert.
Aus US-Beständen erhielt die Marine 1958 ein Boot der US-Typfamilie LCT/LSU/LCU (6), das als Landungsboot Klasse 554 unter dem Namen LCU 1 mit den unüblichen Kennungen 1 M Pi Btl und später 1 See Btl geführt wurde. Das Boot diente auch als Führungsfahrzeug und Mutterplattform für die LCA. Seine Zuladung war etwas geringer als bei den späteren LCU der Barbe-Klasse.

### Amphibienfahrzeuge

#### DUKW

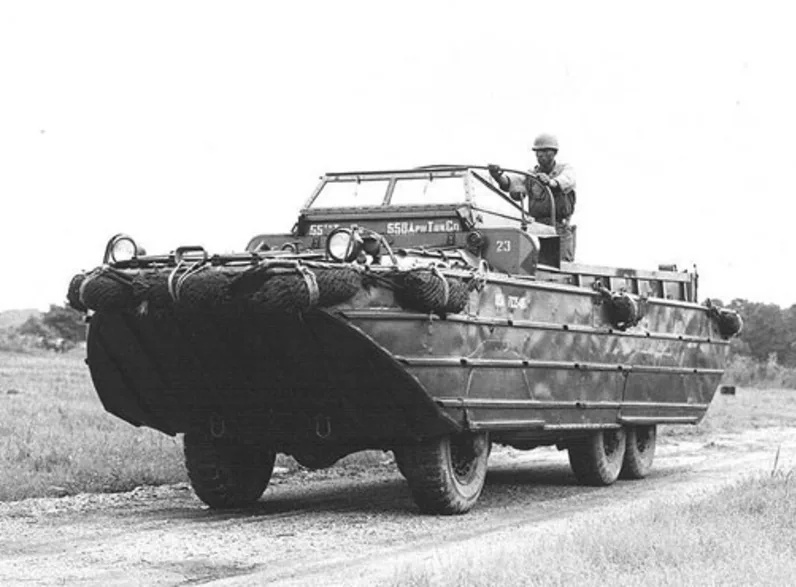
DUKW

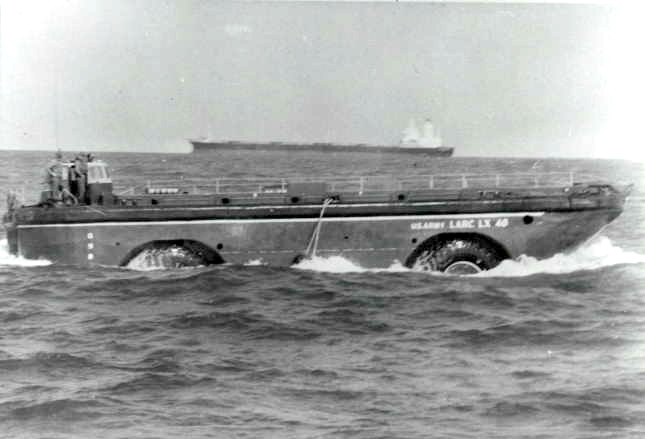
LARC LX

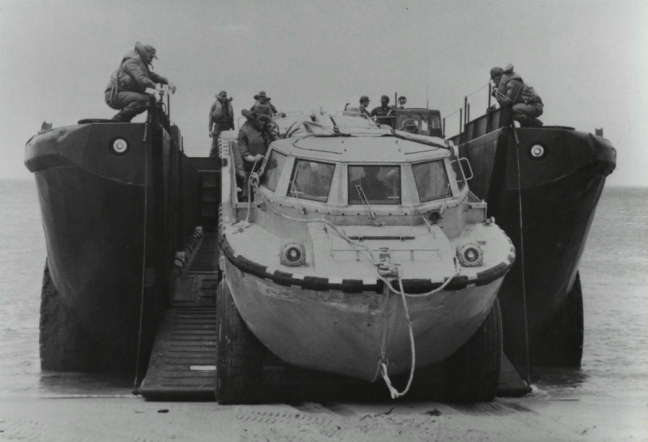
Ein LARC LX entlädt ein deutlich kleineres LARC V

DUKW waren dreiachsige Amphibienfahrzeuge, von denen die Bundesmarine in den 1950er Jahren eine größere Anzahl aus Beständen der US-Streitkräfte erhielt. Die offizielle deutsche Bezeichnung war „LKW 2,5 t gl Schwimm (6 × 6)“. Als für den öffentlichen Straßenverkehr zugelassene Fahrzeuge trugen die DUKW ein sechsstelliges Y-Kfz-Kennzeichen. Der Name DUKW war eine Typenbezeichnung der Herstellerfirma General Motors und besagte: DUKW -- D = 1942; U = Utility (Amphib); K = Front Wheel Drive; and W = Two rear driving axles. Die DUKW hatten eine Nutzlast von 2,5 t. Sie erreichten eine Höchstgeschwindigkeit von 80 km/h auf der Straße und 10 km/h im Wasser. Ab Mitte der 1960er Jahre wurden die DUKW ausgesondert und zum größten Teil an das Technische Hilfswerk abgegeben.

#### LARC
In den 1950er Jahren entwickelten die USA eine Familie von Amphibienfahrzeugen mit der Bezeichnung Lighter Amphibious Resupply Cargo (LARC). Von den drei Typen dieser Familie erwarb die Bundesmarine 1965/6 insgesamt 247 Stück. Diese Anzahl wurde im Laufe der Zeit wieder reduziert und zum Teil über die VEBEG verkauft. Ab Mitte der 1970er Jahre befanden sich noch 50 LARC-V und eine Anzahl von LARC-XV bei der MKüDstS, der SMKp und in Depots. Wie die DUKW waren die LARC-V und ein Teil der LARC-XV für den öffentlichen Straßenverkehr zugelassen und trugen Y-Kfz-Kennzeichen.
| LARC-Daten           | LARC-V | LARC-XV | LARC-LX |
| -------------------- | ------ | ------- | ------- |
| Anzahl               | 192    | 47      | 8       |
| Nutzlast (kg)        | 4536   | 13.600  | 60.000  |
| Gschw. Straße (km/h) | 45     | 40      | 25      |
| Gschw. Wasser (km/h) | 15     | 15      | 12      |
| Länge (m)            | 10,11  | 13,72   | 18,60   |
| Breite (m)           | 3,05   | 4,30    | 8,10    |
| Höhe (m)             | 3,10   | 4,17    | 5,80    |

### Nicht verwirklichte amphibische Ausrüstungsprojekte

#### Landungsboot Klasse 502
Die Landungsschiffe der Eidechse-Klasse sollten 1973–1974 durch vier (nach anderen Quellen sechs) neue Landungsboote einer in Deutschland zu bauenden Klasse 502 abgelöst werden, die ebenfalls als LSM klassifiziert werden sollten. Sie sollten etwas größer sein als ihre Vorgänger und ein durchgehendes Ladedeck haben, das von einer so genannten Rialto-Brücke überspannt wurde. Außer mit zwei 40-mm-Flak sollten die Schiffe zwei Flugabwehr-Flugkörper-Starter für das System Sea-Cat erhalten. Mit einer Höchstgeschwindigkeit von 17 kn sollten die Schiffe deutlich schneller sein als die Eidechse-Klasse. Das Projekt wurde 1971 wegen fehlender Haushaltsmittel aufgegeben.
Aus dem Entwurf wurde ein etwas größerer Typ mit der Werftbezeichnung RoRo 1300 weiterentwickelt, von dem 1978/9 zwei Schiffe für die Marine Nigerias gebaut wurden.

#### Mehrzweckschiff
Angesichts der Herausforderungen, denen sich die Bundeswehr im Rahmen der Operation Southern Cross bei der Rückführung des deutschen Kontingents in der Operation UNOSOM II Anfang 1994 gegenübersah, ordnete der Generalinspekteur an, Überlegungen für die Beschaffung eines geeigneten Führungsschiffs anzustellen. Bereits im Juli 1994 wurde das Taktische Konzept Mehrzweckschiff gebilligt, in dem die wesentlichen Aufgaben eines solchen Fahrzeugs festgelegt wurden. Es sollte ein Heereskontingent von etwa 700 Soldaten transportieren, anlanden, führen und versorgen können. Das schloss die sanitätsdienstliche Versorgung ein. Bei einer Eigenbesatzung von 180 Soldaten sollten etwa weitere 950 Angehörige des Heereskontingents, der Heeresflieger, des Sanitätsdiensts und eines Stabes eingeschifft werden können. Das Schiff sollte über einen begrenzten Eigenschutz verfügen einschließlich einer eigenen Flugabwehrfähigkeit. Als Ergebnis der Planungen wurde ein Docklandungsschiff mit großem Hubschrauberdeck entworfen, das knapp 20.000 t verdrängen sollte.
Bereits im Jahr 1996 scheiterte das Projekt vor allem an politischen Widerständen. Außerdem wurde es als zu ehrgeizig bewertet, weil in einem Schiff zu viele Fähigkeiten vereinigt werden sollten.

#### ETrUS

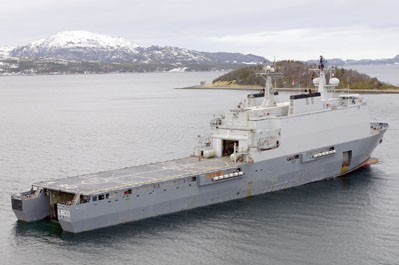
Das niederländische Landungsschiff Rotterdam, Vorbild für das Projekt ETrUS

Da nach dem Scheitern des Projekts Mehrzweckschiff der Bundeswehr weiterhin die Fähigkeiten fehlten, die mit dem Schiff realisiert werden sollten, wurde kurz darauf ein neues Projekt mit dem Namen Einsatztruppen-Unterstützungsschiff (ETrUS) begonnen. Dieses Vorhaben war technisch weniger aufwändig und orientierte sich an der niederländischen Rotterdam-Klasse, von der die niederländische Marine und die spanische Marine je zwei Schiffe beschafft haben. Vor allem aus finanziellen Gründen wurde dieses Vorhaben 2003 aufgegeben und die Bundeswehr setzte für den Truppentransport auf zivile Schiffe. Über ein Nachfolgeprojekt, das derzeit unter dem Namen Joint Support Ship geplant wird, ist noch nicht entschieden. Es wurde vorläufig aus der Bundeswehrplanung herausgenommen.

### Sonstige Verwendung von Landungsschiffen in der Marine
In den ersten Jahren nach der Aufstellung der Bundesmarine übernahm diese eine Anzahl weiterer Landungsschiffe aus US-Beständen, die für verschiedene Aufgaben vorgesehen waren. Dazu gehörten sieben Schiffe des Typs Landing Ship, Tank (LST) und ein Schiff des Typs Landing Ship, Dock (LSD).

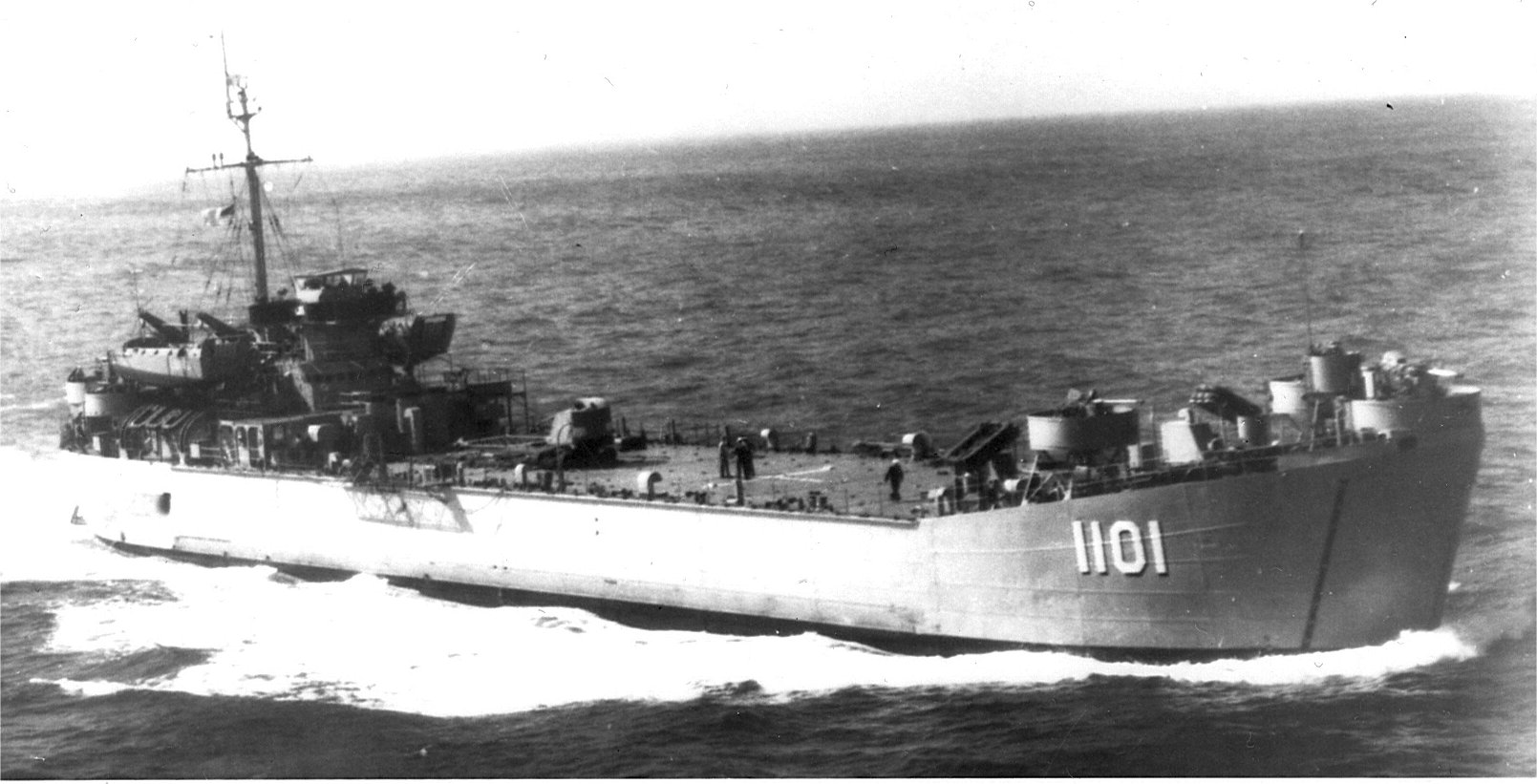
LST-1101 Saline County, später umgebaut zum Minenleger Bottrop

Drei LST waren als Minenleger vorgesehen. Von diesen wurden 1964 zwei als Bochum (ex-LST 1089 Rice County) und Bottrop (ex-LST 1101 Saline County) als Bottrop-Klasse (Minenleger Klasse 730) (anfangs Klasse 765) für Minenschiffgeschwader in Dienst und 1971 außer Dienst gestellt. Der Umbau des dritten Schiffs mit dem vorgesehenen Namen Bamberg (ex-LST 799 Greer County) wurde abgebrochen, und das Schiff wurde 1970 verkauft.
Zwei LST wurden als Kleine Werkstattschiffe Klasse 726 (Odin-Klasse) Odin (ex-LST 967/USS Ulysses ARB9) und Wotan (ex-LST 1119/USS Diomedes ARB 11) in Dienst gestellt. Sie unterstanden nacheinander dem Kommando der Trossschiffe, dem 1. und 2. Versorgungsgeschwader und schließlich mit ziviler Besatzung den Marinearsenalen Kiel und Wilhelmshaven.
Bei zwei weiteren LST (ex-LST 1041 Montgomery County und ex-LST-987 Millard County), die in diesem Gesamtpaket erworben worden waren, war die zugedachte Aufgabe unsicher. Sie waren als Werkstattschiffe Klasse 726, als schwimmende Arsenale Klasse 708 und als große Artillerieträger, ähnlich einem Landungsunterstützungsschiff, im Gespräch. Keine dieser Optionen wurde realisiert, und beide Schiffe wurden 1970 zur Verschrottung abgegeben.
1961 kaufte die Bundesmarine ein ehemaliges Docklandungsschiff der U.S. Navy. Dieses Schiff war in den USA für die britische Royal Navy gebaut worden und hatte die Namen HMS Northway und USS Cutlass LSD-11 geführt. Zeitweise war es als zivile Eisenbahn- und Autofähre unter den Namen José Marti und City of Havana genutzt worden. Unter dem letzten Namen wurde es 1962 nach Deutschland gebracht, wo es zum Dock-, Werkstatt- und Basisschiff Klasse 555 umgebaut werden sollte. Die dafür erforderlichen Umbauten wurden jedoch nie eingeleitet. Stattdessen wurde das Schiff als Wohnschiff mit der Bezeichnung WS 1 für die Besatzungen von Werftliegern eingesetzt. 1965 wurde es verkauft und diente anschließend wieder als Fähre.